# Vuelta a España 2023
La 78.ª edición de la Vuelta a España fue una carrera de ciclismo en ruta por etapas que se desarrolló entre el 26 de agosto y el 17 de septiembre de 2023 con inicio en la ciudad de Barcelona y final en la ciudad de Madrid. El recorrido constaba de un total de 21 etapas sobre una distancia total de 3169,9 km.
La carrera hace parte del circuito UCI WorldTour 2023 dentro de la categoría 2.UWT.

## Equipos participantes
Tomaron la partida un total de 22 equipos, de los cuales asistirán por derecho propio los 18 equipos de categoría UCI WorldTeam, así como el Lotto Dstny y el TotalEnergies al ser los dos mejores mejor equipos UCI ProTeam de la temporada anterior. Las restantes 2 plazas fueron destinadas a equipos españoles UCI ProTeam por invitación directa de los organizadores de la prueba. El pelotón inicialista estaba conformado por 176 ciclistas. Los equipos participantes son:
| WorldTeams (18)- AG2R Citroën Team - Alpecin-Deceuninck - Arkéa-Samsic - Astana Qazaqstan Team - Bahrain Victorious - Bora-Hansgrohe - Team Jayco AlUla - Cofidis - Team DSM-Firmenich - EF Education-EasyPost - Groupama-FDJ - Ineos Grenadiers - Intermarché-Circus-Wanty - Jumbo-Visma - Movistar Team - Soudal Quick-Step - Lidl-Trek - UAE Team Emirates ProTeams (4)- Burgos-BH - Caja Rural-Seguros RGA - Lotto Dstny - TotalEnergies |
| |

## Etapas[2]
| Etapa      | Fecha           | Recorrido                                            | type                     | Distancia (km) | Desnivel (m) | Ganador               | Líder           |
| ---------- | --------------- | ---------------------------------------------------- | ------------------------ | -------------- | ------------ | --------------------- | --------------- |
| 1.ª etapa  | 26 de ago       | Barcelona – Barcelona                                | contrarreloj por equipos | 14,8           | 66 m         | Team DSM-Firmenich    | Lorenzo Milesi  |
| 2.ª etapa  | 27 de ago       | Mataró – Barcelona                                   | etapa escarpada          | 181,8          | 2619 m       | Andreas Kron          | Andrea Piccolo  |
| 3.ª etapa  | 28 de ago       | Suria – Arinsal                                      | etapa de montaña         | 158,5          | 3486 m       | Remco Evenepoel       | Remco Evenepoel |
| 4.ª etapa  | 29 de ago       | Andorra la Vieja – Tarragona                         | etapa escarpada          | 183,6          | 1798 m       | Kaden Groves          | Remco Evenepoel |
| 5.ª etapa  | 30 de ago       | Morella – Burriana                                   | etapa escarpada          | 186,2          | 2384 m       | Kaden Groves          | Remco Evenepoel |
| 6.ª etapa  | 31 de ago       | Vall de Uxó – Observatorio Astrofísico de Javalambre | etapa de montaña         | 183,1          | 3976 m       | Sepp Kuss             | Lenny Martinez  |
| 7.ª etapa  | 1 de sep        | Utiel – Oliva                                        | etapa llana              | 200,8          | 987 m        | Geoffrey Soupe        | Lenny Martinez  |
| 8.ª etapa  | 2 de sep        | Denia – Xorret de Catí                               | etapa de montaña         | 165            | 3611 m       | Primož Roglič         | Sepp Kuss       |
| 9.ª etapa  | 3 de sep        | Cartagena – Caravaca de la Cruz                      | etapa de montaña         | 184,5          | 2972 m       | Lennard Kämna         | Sepp Kuss       |
|            | 4 de septiembre | Día de descanso                                      | Día de descanso          |                |              |                       |                 |
| 10.ª etapa | 5 de sep        | Valladolid – Valladolid                              | contrarreloj individual  | 25,8           | 112 m        | Filippo Ganna         | Sepp Kuss       |
| 11.ª etapa | 6 de sep        | Lerma – Laguna Negra de Urbión                       | etapa de media montaña   | 163,2          | 2215 m       | Jesús Herrada         | Sepp Kuss       |
| 12.ª etapa | 7 de sep        | Ólvega – Zaragoza                                    | etapa llana              | 150,6          | 888 m        | Juan Sebastián Molano | Sepp Kuss       |
| 13.ª etapa | 8 de sep        | Aramón Formigal – Col du Tourmalet                   | etapa de montaña         | 134,7          | 4282 m       | Jonas Vingegaard      | Sepp Kuss       |
| 14.ª etapa | 9 de sep        | Salvatierra de Bearne – Larra-Belagua                | etapa de montaña         | 156,2          | 4655 m       | Remco Evenepoel       | Sepp Kuss       |
| 15.ª etapa | 10 de sep       | Pamplona – Lecumberri                                | etapa de media montaña   | 158,3          | 2331 m       | Rui Alberto Costa     | Sepp Kuss       |
|            | 11 de sep       | Día de descanso                                      | Día de descanso          |                |              |                       |                 |
| 16.ª etapa | 12 de sep       | Liencres – Bejes                                     | etapa de media montaña   | 120,1          | 2089 m       | Jonas Vingegaard      | Sepp Kuss       |
| 17.ª etapa | 13 de sep       | Ribadesella – Angliru                                | etapa de montaña         | 124,4          | 3303 m       | Primož Roglič         | Sepp Kuss       |
| 18.ª etapa | 14 de sep       | Pola de Allande – Cruz de Llinares                   | etapa de montaña         | 178,9          | 4624 m       | Remco Evenepoel       | Sepp Kuss       |
| 19.ª etapa | 15 de sep       | Bañeza, La – Íscar                                   | etapa llana              | 177,1          | 935 m        | Alberto Dainese       | Sepp Kuss       |
| 20.ª etapa | 16 de sep       | Manzanares el Real – Guadarrama                      | etapa de media montaña   | 207,8          | 4330 m       | Wout Poels            | Sepp Kuss       |
| 21.ª etapa | 17 de sep       | Hipódromo de la Zarzuela – Madrid                    | etapa llana              | 101,1          | 854 m        | Kaden Groves          | Sepp Kuss       |

## Clasificaciones finales
Las clasificaciones finalizaron de la siguiente forma:

### Clasificación general (Jersey Rojo)
| \| Clasificación general \| Clasificación general \| Clasificación general \| Clasificación general \| Clasificación general \| \| Ciclista \| Ciclista \| Equipo \| Tiempo \| \| \| --------------------- \| --------------------- \| --------------------- \| --------------------- \| --------------------- \| \| 1.º \| Sepp Kuss \| Jumbo-Visma \| 76 h 48 min 21 s \| \| \| 2.º \| Jonas Vingegaard \| Jumbo-Visma \| + 17 s \| \| \| 3.º \| Primož Roglič \| Jumbo-Visma \| + 1 min 08 s \| \| \| 4.º \| Juan Ayuso \| UAE Team Emirates \| + 3 min 18 s \| \| \| 5.º \| Mikel Landa \| Bahrain Victorious \| + 3 min 37 s \| \| \| 6.º \| Enric Mas \| Movistar Team \| + 4 min 14 s \| \| \| 7.º \| Aleksandr Vlásov \| Bora-Hansgrohe \| + 7 min 53 s \| \| \| 8.º \| Cian Uijtdebroeks \| Bora-Hansgrohe \| + 8 min 00 s \| \| \| 9.º \| João Almeida \| UAE Team Emirates \| + 10 min 08 s \| \| \| 10.º \| Santiago Buitrago \| Bahrain Victorious \| + 11 min 38 s \| \| \| 11.º \| Steff Cras \| TotalEnergies \| + 14 min 04 s \| \| \| 12.º \| Remco Evenepoel \| Soudal Quick-Step \| + 16 min 44 s \| \| \| 13.º \| Cristián Rodríguez \| Arkéa-Samsic \| + 22 min 13 s \| \| \| 14.º \| Marc Soler \| UAE Team Emirates \| + 25 min 21 s \| \| \| 15.º \| Wout Poels \| Bahrain Victorious \| + 31 min 00 s \| \| \| 16.º \| Einer Rubio \| Movistar Team \| + 34 min 49 s \| \| \| 17.º \| Juan Pedro López \| Lidl-Trek \| + 35 min 47 s \| \| \| 18.º \| Antonio Tiberi \| Bahrain Victorious \| + 50 min 13 s \| \| \| 19.º \| Damiano Caruso \| Bahrain Victorious \| + 53 min 47 s \| \| \| 20.º \| Emanuel Buchmann \| Bora-Hansgrohe \| + 59 min 02 s \| \| |                    |                    |                  |
| |                    |                    |                  |
| Fuente: ProCyclingStats |                    |                    |                  |
| Clasificación general |                    |                    |                  |
| Ciclista | Ciclista           | Equipo             | Tiempo           |
| 1.º | Sepp Kuss          | Jumbo-Visma        | 76 h 48 min 21 s |
| 2.º | Jonas Vingegaard   | Jumbo-Visma        | + 17 s           |
| 3.º | Primož Roglič      | Jumbo-Visma        | + 1 min 08 s     |
| 4.º | Juan Ayuso         | UAE Team Emirates  | + 3 min 18 s     |
| 5.º | Mikel Landa        | Bahrain Victorious | + 3 min 37 s     |
| 6.º | Enric Mas          | Movistar Team      | + 4 min 14 s     |
| 7.º | Aleksandr Vlásov   | Bora-Hansgrohe     | + 7 min 53 s     |
| 8.º | Cian Uijtdebroeks  | Bora-Hansgrohe     | + 8 min 00 s     |
| 9.º | João Almeida       | UAE Team Emirates  | + 10 min 08 s    |
| 10.º | Santiago Buitrago  | Bahrain Victorious | + 11 min 38 s    |
| 11.º | Steff Cras         | TotalEnergies      | + 14 min 04 s    |
| 12.º | Remco Evenepoel    | Soudal Quick-Step  | + 16 min 44 s    |
| 13.º | Cristián Rodríguez | Arkéa-Samsic       | + 22 min 13 s    |
| 14.º | Marc Soler         | UAE Team Emirates  | + 25 min 21 s    |
| 15.º | Wout Poels         | Bahrain Victorious | + 31 min 00 s    |
| 16.º | Einer Rubio        | Movistar Team      | + 34 min 49 s    |
| 17.º | Juan Pedro López   | Lidl-Trek          | + 35 min 47 s    |
| 18.º | Antonio Tiberi     | Bahrain Victorious | + 50 min 13 s    |
| 19.º | Damiano Caruso     | Bahrain Victorious | + 53 min 47 s    |
| 20.º | Emanuel Buchmann   | Bora-Hansgrohe     | + 59 min 02 s    |

### Clasificación por puntos
| Clasificación por puntos | Clasificación por puntos | Clasificación por puntos | Clasificación por puntos | Clasificación por puntos |
| Ciclista                 | Ciclista                 | Equipo                   | Puntos                   |                          |
| ------------------------ | ------------------------ | ------------------------ | ------------------------ | ------------------------ |
| 1.º                      | Kaden Groves             | Alpecin-Deceuninck       | 315 pts                  |                          |
| 2.º                      | Remco Evenepoel          | Soudal Quick-Step        | 236 pts                  |                          |
| 3.º                      | Andreas Kron             | Lotto Dstny              | 167 pts                  |                          |
| 4.º                      | Marc Soler               | UAE Team Emirates        | 133 pts                  |                          |
| 5.º                      | Jonas Vingegaard         | Jumbo-Visma              | 123 pts                  |                          |
| 6.º                      | Filippo Ganna            | Ineos Grenadiers         | 119 pts                  |                          |
| 7.º                      | Primož Roglič            | Jumbo-Visma              | 117 pts                  |                          |
| 8.º                      | Marijn van den Berg      | EF Education-EasyPost    | 117 pts                  |                          |
| 9.º                      | Sepp Kuss                | Jumbo-Visma              | 112 pts                  |                          |
| 10.º                     | Juan Ayuso               | UAE Team Emirates        | 105 pts                  |                          |

### Clasificación de la montaña
| Clasificación de la montaña | Clasificación de la montaña | Clasificación de la montaña | Clasificación de la montaña | Clasificación de la montaña |
| Ciclista                    | Ciclista                    | Equipo                      | Puntos                      |                             |
| --------------------------- | --------------------------- | --------------------------- | --------------------------- | --------------------------- |
| 1.º                         | Remco Evenepoel             | Soudal Quick-Step           | 135 pts                     |                             |
| 2.º                         | Jonas Vingegaard            | Jumbo-Visma                 | 51 pts                      |                             |
| 3.º                         | Michael Storer              | Groupama-FDJ                | 39 pts                      |                             |
| 4.º                         | Romain Bardet               | Team DSM-Firmenich          | 35 pts                      |                             |
| 5.º                         | Primož Roglič               | Jumbo-Visma                 | 33 pts                      |                             |
| 6.º                         | Sepp Kuss                   | Jumbo-Visma                 | 33 pts                      |                             |
| 7.º                         | Damiano Caruso              | Bahrain Victorious          | 30 pts                      |                             |
| 8.º                         | Andreas Kron                | Lotto Dstny                 | 28 pts                      |                             |
| 9.º                         | Eduardo Sepúlveda           | Lotto Dstny                 | 23 pts                      |                             |
| 10.º                        | Jesús Herrada               | Cofidis                     | 22 pts                      |                             |

### Clasificación de los jóvenes
| Clasificación del mejor joven | Clasificación del mejor joven | Clasificación del mejor joven | Clasificación del mejor joven | Clasificación del mejor joven |
| Ciclista                      | Ciclista                      | Equipo                        | Tiempo                        |                               |
| ----------------------------- | ----------------------------- | ----------------------------- | ----------------------------- | ----------------------------- |
| 1.º                           | Juan Ayuso                    | UAE Team Emirates             | 76 h 51 min 46 s              |                               |
| 2.º                           | Cian Uijtdebroeks             | Bora-Hansgrohe                | + 4 min 48 s                  |                               |
| 3.º                           | João Almeida                  | UAE Team Emirates             | + 6 min 43 s                  |                               |
| 4.º                           | Santiago Buitrago             | Bahrain Victorious            | + 8 min 26 s                  |                               |
| 5.º                           | Remco Evenepoel               | Soudal Quick-Step             | + 13 min 19 s                 |                               |
| 6.º                           | Einer Rubio                   | Movistar Team                 | + 31 min 34 s                 |                               |
| 7.º                           | Antonio Tiberi                | Bahrain Victorious            | + 46 min 48 s                 |                               |
| 8.º                           | Attila Valter                 | Jumbo-Visma                   | + 1 h 02 min 17 s             |                               |
| 9.º                           | Lenny Martinez                | Groupama-FDJ                  | + 1 h 18 min 16 s             |                               |
| 10.º                          | Lennert Van Eetvelt           | Lotto Dstny                   | + 1 h 45 min 27 s             |                               |

### Clasificación por equipos
| Clasificación por equipos | Clasificación por equipos | Clasificación por equipos | Clasificación por equipos |
| Equipo                    | Equipo                    | Tiempo                    |                           |
| ------------------------- | ------------------------- | ------------------------- | ------------------------- |
| 1.º                       | Jumbo-Visma               | 229 h 42 min 26 s         |                           |
| 2.º                       | Bahrain Victorious        | + 21 min 09 s             |                           |
| 3.º                       | Bora-Hansgrohe            | + 33 min 07 s             |                           |
| 4.º                       | UAE Team Emirates         | + 33 min 53 s             |                           |
| 5.º                       | Movistar Team             | + 2 h 17 min 33 s         |                           |
| 6.º                       | Soudal Quick-Step         | + 3 h 18 min 40 s         |                           |
| 7.º                       | TotalEnergies             | + 3 h 25 min 29 s         |                           |
| 8.º                       | Groupama-FDJ              | + 3 h 42 min 37 s         |                           |
| 9.º                       | Lidl-Trek                 | + 4 h 00 min 42 s         |                           |
| 10.º                      | Arkéa-Samsic              | + 4 h 23 min 49 s         |                           |

## Evolución de las clasificaciones
| Etapa                   |                          | Ganador _             | Clasificación general | Puntos          | Montaña           | Jóvenes         | Combatividad             | Equipo                |
| ----------------------- | ------------------------ | --------------------- | --------------------- | --------------- | ----------------- | --------------- | ------------------------ | --------------------- |
| 1.ª etapa               | contrarreloj por equipos | Team DSM-Firmenich    | Lorenzo Milesi        | no otorgado     | no otorgado       | Lorenzo Milesi  | no otorgado              | Team DSM-Firmenich    |
| 2.ª etapa               | etapa escarpada          | Andreas Kron          | Andrea Piccolo        | Andreas Kron    | Matteo Sobrero    | Andrea Piccolo  | Javier Romo              | EF Education-EasyPost |
| 3.ª etapa               | etapa de montaña         | Remco Evenepoel       | Remco Evenepoel       | Andrea Vendrame | Remco Evenepoel   | Remco Evenepoel | Damiano Caruso           | Jumbo-Visma           |
| 4.ª etapa               | etapa escarpada          | Kaden Groves          | Remco Evenepoel       | Kaden Groves    | Eduardo Sepúlveda | Remco Evenepoel | Ander Okamika            | Jumbo-Visma           |
| 5.ª etapa               | etapa escarpada          | Kaden Groves          | Remco Evenepoel       | Kaden Groves    | Eduardo Sepúlveda | Remco Evenepoel | Eric Fagúndez            | Jumbo-Visma           |
| 6.ª etapa               | etapa de montaña         | Sepp Kuss             | Lenny Martinez        | Kaden Groves    | Eduardo Sepúlveda | Lenny Martinez  | Mikel Landa              | Bahrain Victorious    |
| 7.ª etapa               | etapa llana              | Geoffrey Soupe        | Lenny Martinez        | Kaden Groves    | Eduardo Sepúlveda | Lenny Martinez  | Ander Okamika            | Bahrain Victorious    |
| 8.ª etapa               | etapa de montaña         | Primož Roglič         | Sepp Kuss             | Kaden Groves    | Eduardo Sepúlveda | Lenny Martinez  | Oier Lazkano             | Jumbo-Visma           |
| 9.ª etapa               | etapa de montaña         | Lennard Kämna         | Sepp Kuss             | Kaden Groves    | Eduardo Sepúlveda | Lenny Martinez  | Jon Barrenetxea          | Jumbo-Visma           |
| 10.ª etapa              | contrarreloj individual  | Filippo Ganna         | Sepp Kuss             | Kaden Groves    | Eduardo Sepúlveda | Remco Evenepoel | no otorgado              | Jumbo-Visma           |
| 11.ª etapa              | etapa de media montaña   | Jesús Herrada         | Sepp Kuss             | Kaden Groves    | Jesús Herrada     | Remco Evenepoel | José Manuel Díaz Gallego | Jumbo-Visma           |
| 12.ª etapa              | etapa llana              | Juan Sebastián Molano | Sepp Kuss             | Kaden Groves    | Jesús Herrada     | Remco Evenepoel | Jetse Bol                | Jumbo-Visma           |
| 13.ª etapa              | etapa de montaña         | Jonas Vingegaard      | Sepp Kuss             | Kaden Groves    | Jonas Vingegaard  | Juan Ayuso      | Michael Storer           | Jumbo-Visma           |
| 14.ª etapa              | etapa de montaña         | Remco Evenepoel       | Sepp Kuss             | Kaden Groves    | Remco Evenepoel   | Juan Ayuso      | Remco Evenepoel          | Jumbo-Visma           |
| 15.ª etapa              | etapa de media montaña   | Rui Alberto Costa     | Sepp Kuss             | Kaden Groves    | Remco Evenepoel   | Juan Ayuso      | Remco Evenepoel          | Jumbo-Visma           |
| 16.ª etapa              | etapa de media montaña   | Jonas Vingegaard      | Sepp Kuss             | Kaden Groves    | Remco Evenepoel   | Juan Ayuso      | Joel Nicolau             | Jumbo-Visma           |
| 17.ª etapa              | etapa de montaña         | Primož Roglič         | Sepp Kuss             | Kaden Groves    | Remco Evenepoel   | Juan Ayuso      | Remco Evenepoel          | Jumbo-Visma           |
| 18.ª etapa              | etapa de montaña         | Remco Evenepoel       | Sepp Kuss             | Kaden Groves    | Remco Evenepoel   | Juan Ayuso      | Remco Evenepoel          | Jumbo-Visma           |
| 19.ª etapa              | etapa llana              | Alberto Dainese       | Sepp Kuss             | Kaden Groves    | Remco Evenepoel   | Juan Ayuso      | Michal Schlegel          | Jumbo-Visma           |
| 20.ª etapa              | etapa de media montaña   | Wout Poels            | Sepp Kuss             | Kaden Groves    | Remco Evenepoel   | Juan Ayuso      | Pelayo Sánchez           | Jumbo-Visma           |
| 21.ª etapa              | etapa llana              | Kaden Groves          | Sepp Kuss             | Kaden Groves    | Remco Evenepoel   | Juan Ayuso      | Remco Evenepoel          | Jumbo-Visma           |
| Clasificaciones finales | Clasificaciones finales  |                       | Sepp Kuss             | Kaden Groves    | Remco Evenepoel   | Juan Ayuso      | Remco Evenepoel          | Jumbo-Visma           |

## Ciclistas participantes y posiciones finales
Convenciones:
- AB-N: Abandono en la etapa "N"
- FLT-N: Retiro por llegada fuera del límite de tiempo en la etapa "N"
- NTS-N: No tomó la salida para la etapa "N"
- DES-N: Descalificado o expulsado en la etapa "N"

## UCI World Ranking
La Vuelta a España otorgó otorgó puntos para el UCI World Ranking para corredores de los equipos en las categorías UCI WorldTeam, UCI ProTeam y Continental. Las siguientes tablas son el baremo de puntuación y los diez corredores que obtuvieron más puntos:
| Posición                 | 1.º  | 2.º | 3.º | 4.º | 5.º | 6.º | 7.º | 8.º | 9.º | 10.º | 11.º | 12.º | 13.º | 14.º | 15.º | 16.º | 17.º | 18.º | 19.º | 20.º - 25.º | 26.º - 30.º | 31.º - 40.º | 41.º - 50.º | 51.º - 55.º | 56.º - 60.º |
| Clasificación general    | 1100 | 885 | 750 | 600 | 495 | 415 | 340 | 285 | 235 | 180  | 155  | 130  | 110  | 90   | 80   | 75   | 70   | 60   | 55   | 50          | 30          | 25          | 20          | 15          | 10          |
| Por etapa                | 180  | 130 | 95  | 80  | 60  | 45  | 40  | 35  | 30  | 25   | 20   | 15   | 10   | 5    | 2    |      |      |      |      |             |             |             |             |             |             |
| Líder                    | 20   |     |     |     |     |     |     |     |     |      |      |      |      |      |      |      |      |      |      |             |             |             |             |             |             |
| Clasificación secundaria | 180  | 130 | 95  |     |     |     |     |     |     |      |      |      |      |      |      |      |      |      |      |             |             |             |             |             |             |

Nota:
1. ↑  Solo clasificaciones de la regularidad y la montaña.

| Clasificación |                  |                    |         |        |       |            |         |
| Posición      | Ciclista         | Equipo             | General | Etapa  | Líder | Secundaria | Total   |
| ------------- | ---------------- | ------------------ | ------- | ------ | ----- | ---------- | ------- |
| 1.º           | Sepp Kuss        | Jumbo-Visma        | 1100    | 549,5  | 260   | -          | 1909,5  |
| 2.º           | Jonas Vingegaard | Jumbo-Visma        | 885     | 732,5  | -     | 130        | 1747,5  |
| 3.º           | Remco Evenepoel  | Soudal Quick-Step  | 130     | 1070   | 60    | 310        | 1570    |
| 4.º           | Primož Roglič    | Jumbo-Visma        | 750     | 689,5  | -     | -          | 1439,5  |
| 5.º           | Juan Ayuso       | UAE Emirates       | 600     | 460,62 | -     | -          | 1060,62 |
| 6.º           | Kaden Groves     | Alpecin-Deceuninck | -       | 875,25 | -     | 180        | 1055,25 |
| 7.º           | Mikel Landa      | Bahrain Victorious | 495     | 290,62 | -     | -          | 785,62  |
| 8.º           | Enric Mas        | Movistar           | 415     | 326,25 | -     | -          | 741,25  |
| 9.º           | Filippo Ganna    | INEOS Grenadiers   | -       | 629,38 | -     | -          | 629,38  |
| 10.º          | Aleksandr Vlasov | Bora-Hansgrohe     | 340     | 273,12 | -     | -          | 613,12  |